# 讷伊勒旺丹
讷伊勒旺丹（法語：Neuilly-le-Vendin，法語發音：[nœji lə vɑ̃dɛ̃]）是法国马耶讷省的一个市镇，属于马耶讷区。

## 地理
讷伊勒旺丹（48°29'45"N, 0°20'21"W）面积14.6 平方千米，位于法国卢瓦尔河地区大区马耶讷省，该省份为法国西北部内陆省份，北起芒什省和奧恩省，西接伊勒-维莱讷省，南至曼恩-卢瓦尔省，东临萨尔特省。
与讷伊勒旺丹接壤的市镇（或旧市镇、城区）包括：库普特兰、雅夫龙-莱沙佩勒、马德雷、拉帕吕、圣艾尼昂德库普特兰、圣卡莱迪代塞尔、圣旺勒布里苏、圣帕特里斯-迪代塞尔。

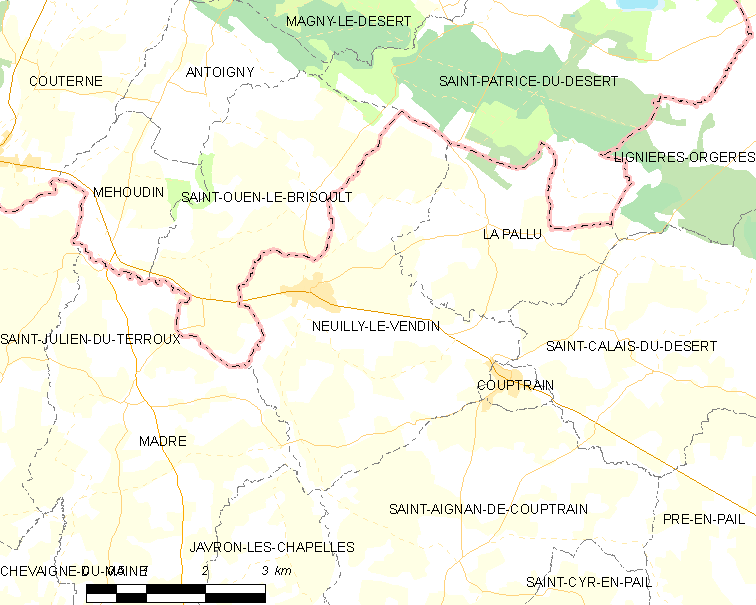
讷伊勒旺丹的OSM定位图

讷伊勒旺丹的时区为UTC+01:00、UTC+02:00（夏令时）。

## 行政
讷伊勒旺丹的邮政编码为53250，INSEE市镇编码为53164。

## 政治
讷伊勒旺丹所属的省级选区为维莱讷拉瑞埃勒县。

## 人口

1962-2008年间讷伊勒旺丹人口变化图示

讷伊勒旺丹于2022年1月1日时的人口数量为345人。